# Jean-Baptiste Debret
Jean-Baptiste Debret (París, Francia, 18 de abril de 1768 - París, Francia, 28 de junio de 1848) fue un pintor francés que produjo numerosas litografías que representan la vida cotidiana en el Brasil de principios del siglo XIX. En 1791 Debret ganó el segundo lugar en el Premio de Roma.

## Biografía
Debret estudió en la Academia francesa de Bellas Artes y fue alumno en algunos cursos de su primo Jacques-Louis David (1748-1825). Acompañó a éste a Roma en la década de 1780. Su debut fue en el Salon des Beaux Arts de 1785, donde obtuvo el segundo premio.
Viajó a Brasil en marzo de 1816 como miembro de la Misión artística francesa, un grupo de artistas franceses bonapartistas y artesanos. Este grupo fue convocado por la corona portuguesa con el objetivo de crear una escuela de artes y oficios en Río de Janeiro que después se conoció como (Escola Real de Artes e Ofícios) bajo el patrocinio del rey D. João VI y el Conde da Barca. Esta escuela más tarde se convirtió en la Academia Imperial de Belas-Artes (Academia Imperial de Bellas Artes) bajo el auspicio del emperador Pedro I.
Como un pintor favorecido por la corte portuguesa en exilio y más tarde por la corte imperial en Rio de Janeiro, Debret era el encargado de pintar los retratos de muchos de sus miembros, como el rey de Portugal Dom João VI y la Archiduquesa María Leopoldina de Austria, la primera emperatriz de Brasil, quien se casó con Pedro I. Asimismo, Debret recibió el encargo de representar la llegada del matrimonio real al puerto de Río, así como la aclamación del público al nuevo emperador. Debret estableció su taller en la Academia Imperial en diciembre de 1822 y se convirtió en profesor en 1826. En 1829 organizó la primera exposición de artes que tuvo lugar en Brasil, en la que presentó muchas de sus obras, así como de sus discípulos. Emulando el papel de David durante el Imperio Francés, Debret diseñó los ornamentos para muchos de los actos públicos y festividades oficiales de la corte, e incluso se le atribuyen algunos de los uniformes de los cortesanos.
Durante su estancia en Brasil se carteaba con frecuencia con su hermano en París. Después de darse cuenta del interés que despertaban sus descripciones sobre la vida cotidiana en Brasil, empezó a dibujar escenas callejeras, trajes regionales y costumbres de los brasileños en el período comprendido entre 1816 y 1831. Tuvo un interés particular por la situación de la esclavitud de los negros y por los pueblos indígenas en Brasil. Junto a la producción del pintor alemán Johann Moritz Rugendas (1802-1858), se considera su obra como uno de los documentos gráficos más importantes sobre la vida en Brasil durante las primeras décadas del siglo XIX.
Debret regresó a Francia en 1831 y se convirtió en miembro de la Academia de Bellas Artes parisina. Desde 1834 hasta 1839 publicó una serie monumental de grabados en tres volúmenes, titulada Voyage Pittoresque et Historique au Brésil, ou Séjour d'un Artiste Français au Brésil (Viaje  pintoresco e histórico viaje a Brasil, o la permanencia de un artista francés en Brasil). La obra no tuvo éxito comercial. Para sobrevivir, hizo litografías que copian obras de su primo David, pero las ediciones fueron muy limitadas y el dinero escaseaba. Debret murió en la pobreza en París en 1848.

## Galería

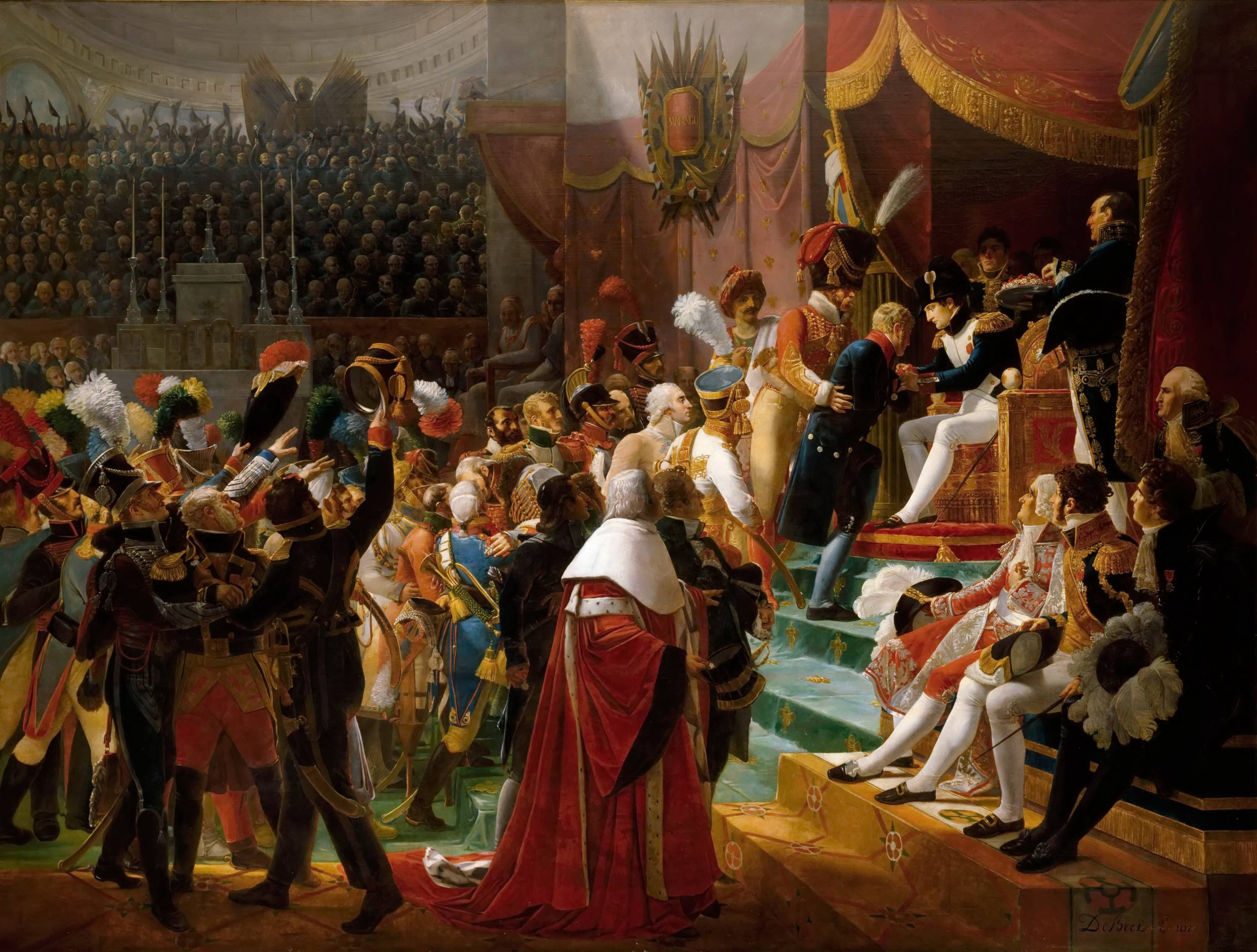
Primer remesa de la Légion d'Honneur, 15 de julio de 1804, en Saint-Louis des Invalides. Jean-Baptiste Debret, 1812.
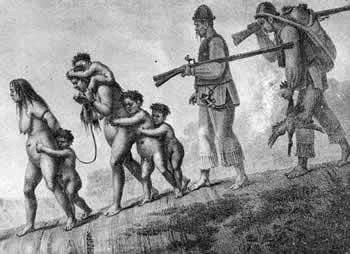
Debret, una familia guaraní capturada por cazadores esclavos.